# The World and Its Woman
The World and Its Woman è un film muto del 1919 diretto da Frank Lloyd che aveva come interpreti principali Geraldine Farrar e Lou Tellegen. I due attori, all'epoca, erano marito e moglie. Farrar, che era un famoso soprano lirico, si esibisce nel film in una scena d'opera, tratta dalla Thaïs di Massenet. Altri interpreti erano Mae Giraci, Francis Marion, Alec B. Francis, Edward Connelly, Naomi Childers, Lawson Butt, Arthur Edmund Carewe, Rose Dione e Lydia Yeamans Titus.

## Trama

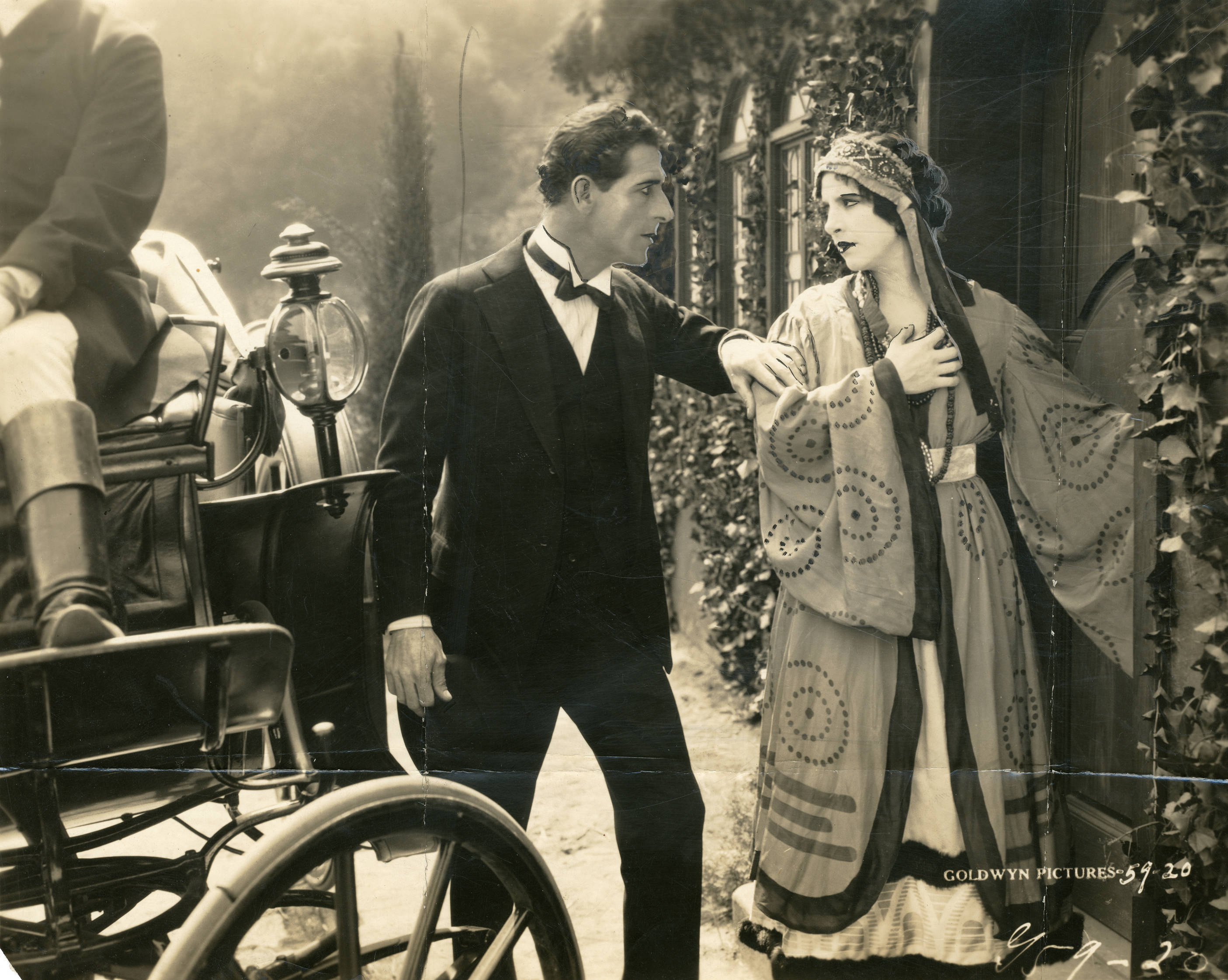
Lawson Butt e Geraldine Farrar

Figlia di un ingegnere statunitense che si trova per lavoro in Russia, Marcia Warren sogna fin da bambina di sposare il principe Michele Orbeliana, figlio di un impiegato di suo padre. Da grande, Marcia studia canto, diventando una celebre cantante d'opera mentre Michele si sposa con la baronessa Olga Amilahvari che, però subito, si rivela una donna frivola e infedele. Quando Michele e Marcia si rivedono, ritrovano l'affetto che li aveva legati da ragazzi. Ma scoppia la guerra e il principe deve partire per il fronte.
La Russia è in preda alla rivoluzione: Michele, di ritorno dal fronte di guerra, scopre che la moglie è stata uccisa dai bolscevichi insieme al suo amante, il conte Alix Voronassof. Il principe va allora alla ricerca di Marcia che sa sola, dopo la morte del padre. La donna è stata presa dai bolscevichi che tentano di convincerla a unirsi ai rivoluzionari. L'arrivo di Michele la salva e i due riescono a fuggire per raggiungere l'America.

## Produzione
Il film fu prodotto dalla Diva Pictures e dalla Goldwyn Pictures Corporation. Il titolo originale doveva essere The Golden Song, ma venne cambiato in luglio, prima di venir distribuito.

## Distribuzione
Il copyright del film, richiesto dalla Goldwyn Pictures Corp., fu registrato il 13 agosto 1919 con il numero LP14079.

Presentato da Samuel Goldwyn, il film uscì nelle sale cinematografiche degli Stati Uniti il 7 settembre 1919, distribuito dalla Goldwyn Distributing Company, dopo una prima tenuta il 1º settembre a Filadelfia.
Copia completa della pellicola si trova conservata negli archivi della Cinémathèque Royale de Belgique di Bruxelles.